# Peltonotus nethis
Peltonotus nethis är en skalbaggsart som beskrevs av Jameson och Yuiti Wada 2004. Peltonotus nethis ingår i släktet Peltonotus och familjen Dynastidae. Inga underarter finns listade i Catalogue of Life.